# کمبرلی
کمبرلی (به انگلیسی: Camberley) یک شهرک در بریتانیا است که در Surrey Heath واقع شده‌است. کمبرلی ۱۶٫۷۸ کیلومتر مربع مساحت و ۳۷٬۹۱۶ نفر جمعیت دارد.